# دوشانوواتس (نگوتین)
دوشانوواتس (به صربی: Dušanovac) یک منطقهٔ مسکونی در صربستان است که در نگوتین واقع شده‌است. دوشانوواتس ۸۸۲ نفر جمعیت دارد.